# AccessBank
AccessBank — азербайджанский коммерческий банк, оказывающий услуги малому и среднему бизнесу, а также домашним хозяйствам. Главный офис находится в Баку.
Банк имеет 35 филиалов в Баку, на Апшероне и в регионах Азербайджана.

## История
Банк основан 29 октября 2002 года в Баку, как Азербайджанский банк микрофинансирования.
Лицензия на осуществление банковской деятельности была выдана 25 октября 2002 года.
Головной офис банка расположен в Баку.
8 сентября 2008 года банк сменил своё название на AccessBank.
В 2008 году рейтинговое агентство Fitch Ratings оценило рейтинг AccessBank наивысшим рейтингом для Азербайджана «BB+». В 2009—2012 годах агентство подтвердило данный рейтинг. Это самый высокий рейтинг среди банков Азербайджана.

## Собственники и руководство
Структура акционеров включает следующих участников:
- Азиатский Банк Развития — 19.90 %
- Европейский Инвестиционный Банк — 17,39 %
- Международная финансовая корпорация — 15,86 %
- Инвестиционные фонды responsAbility — MultiConcept Fund Management S.A  — 6.81 %, SICAV (Lux B) — 2.01 %, SICAV (Lux С) — 3.07 %, SICAV (Lux D) — 0.091 %.
- Голландский Банк Развития (FMO)[англ.] — 9.41%
- Австрийский Банк Развития[нем.] — 9.17%
- SIFEM AG (Швейцарский инвестиционный фонд развивающихся рынков) — 8.51%
- EFSE (Европейский фонд по юго-восточной Европе) — 2.78%
- Green for Growth Fund — 1.77%
- Черноморский банк торговли и развития — 0.56 %[6]
- LFS Advisory GmbH — 0,13 %

Общее собрание акционеров избирает коллегиальный исполнительный орган — совет правления. Правление банка ответственно за реализацию целей, стратегии и политики банка, определяемых общим собранием акционеров и наблюдательным советом банка. В состав правления входят 3 человека.
Председателем Правления является Давит Циклаури.

## Деятельность
AccessBank специализируется на финансировании предприятий микро, малого и среднего бизнеса, домашних хозяйств.
AccessBank осуществляет также торговое финансирование.
На март 2025 года действуют 35 филиалов, из которых 14 расположены в Баку, 21 в регионах Азербайджана.
Банк также получает рефинансирование от международных заёмщиков. В 2023 году банк привлёк 51 млн манат иностранных займов.
С 22 февраля 2024 года банк перешёл в процессинговый центр AzeriCard, что позволит клиентам получить доступ к дополнительным сервисам, в том числе Google Pay, Apple Pay.
13 марта 2024 года банком совместно с Visa в Сабаильском районе Баку открыт кобрендинговый филиал. В филиале установлен интеллектуальный терминал «Smart Embosser Machine» для производства пластиковых карт.
В марте 2025 года банк привлёк субординированный кредит от международного финансового фонда «Blue Orchard» в размере 8 млн долл. сроком на 7 лет.

## Деятельность на бирже и займы

### Рынок облигаций
28 июня 2024 банк разместил манатные облигации на сумму 5 000 000 (5 млн) манат на Бакинской фондовой бирже. Номинальная стоимость 1 облигации — 1 000 манат, годовая процентная ставка — 10 %. Срок — 18 месяцев. Целью размещения облигаций заявлено расширение кредитования в регионах Азербайджана.

## Финансовые показатели

### 2022
Чистая прибыль составила 15 млн манат.
Чистая операционная прибыль составила 22,9 млн манат.

### 2023
Чистая прибыль составила 43 млн манат. Совокупный капитал составил 143,5 млн манат.
Кредитный портфель банка превысил 990,3 млн манат. 76,9 % кредитного портфеля составили бизнес-кредиты (780 млн манат). 55,3 % бизнес-кредитов выдано регионам Азербайджана. Банком выдано 25 % кредитов микропредпринимателям оь общей доли выданных им кредитов банками страны.
Депозитный портфель банка превысил 1 млрд манат, составив 1 млрд 78,9 млн манат. За 2023 год банк привлёк от внешних заёмщиков 51 млн манат в виде займа.
Размер срочных вкладов населения составил 722,1 млн манат.
На 31 декабря 2023 года активы банка составили 1,398,6 млрд манат. 70,8 % активов банка составил кредитный портфель.
Процентные доходы составили 195,3 млн манат. Из них чистый процентный доход — 122 млн манат. Непроцентные доходы составили 17,9 млн манат.
Чистая операционная прибыль составила 56,3 млн манат.
Коэффициент ликвидности составил 73,7 %. Показатель ROE (рентабельность собственного капитала) составил 34,1 %.